# Guzmania musaica
Guzmania musaica es una especie de planta con flores de la familia Bromeliaceae, originaria de Colombia, Costa Rica, Ecuador, Panamá y Venezuela. Se encuentra desde el nivel del mar hasta los 1200 m de altitud.

## Descripción
Guzmania musaica es una planta perenne y epífita, que puede alcanzar una altura de 20 a 40 centímetros. Las hojas miden alrededor 60 cm de largo, son simples, con márgenes enteros, de color verde oscuro con varias estrías horizontales verde claro llegando a rojo oscuro cerca de la base.
Del centro de la roseta crece un tallo largo coronado por una llamativa inflorescencia de brácteas de un naranja rojizo o rosáceo con varias flores amarillas o blancas (según la variedad) tubulares cerosas dispuestas en espigas. La planta florece de junio a agosto.
Los frutos son cápsulas septicidas. Una vez que ha producido sus frutos, la planta principal muere, pero se pueden conseguir hijuelos que nacen de los lados de la base.

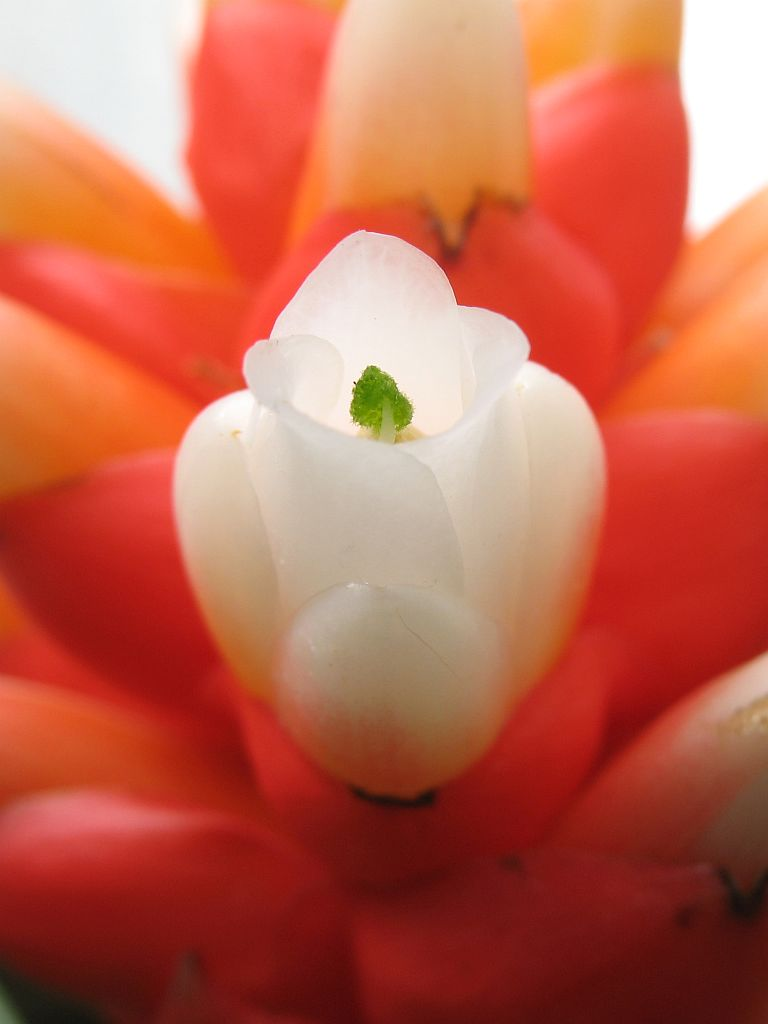
Flor en detalle.

## Cultivo
Prefiere un ambiente cálido y húmedo sin demasiada luz directa o corrientes de aire, que pueden causar quemaduras, requiere un sustrato húmedo pero suelto para evitar pudrición, preferiblemente una mezcla de turba y perlita, con un abono orgánico como el humus. Riegos abundantes y pulverizar con agua sin cal para mantener la humedad.

### Variedades
- Guzmania musaica var. concolor L.B. Smith
- Guzmania musaica var. discolor H. Luther
- Guzmania musaica var. rosea  H. Luther
- Guzmania musaica var. zebrina Cutak

## Galería

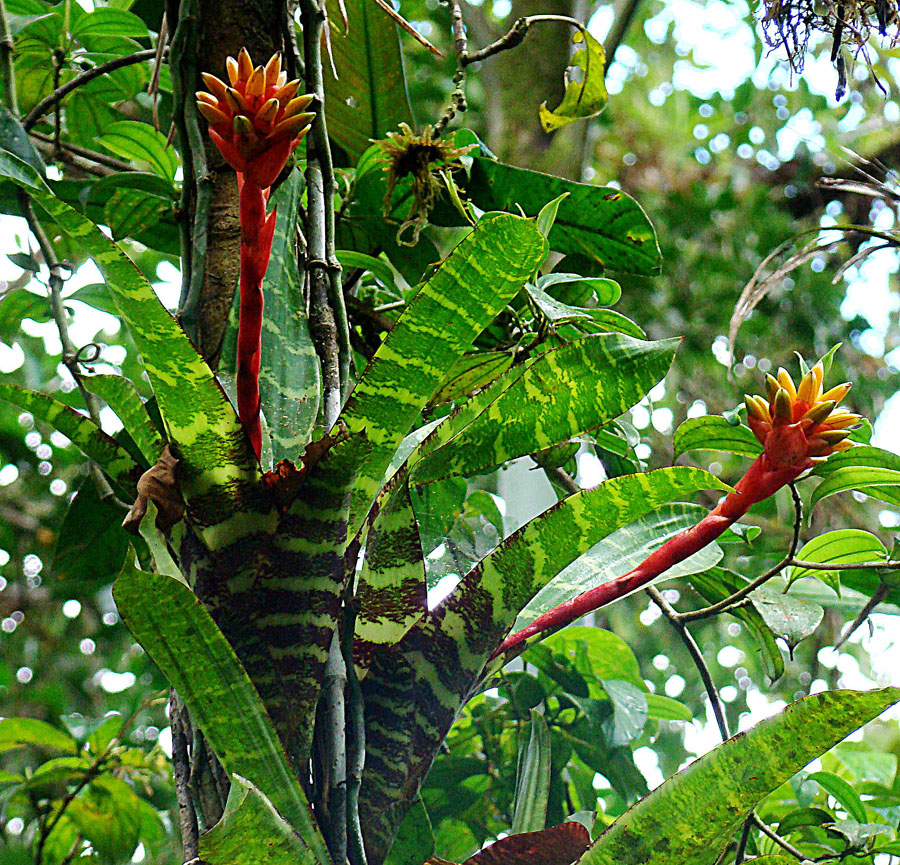
Ejemplar silvestre.
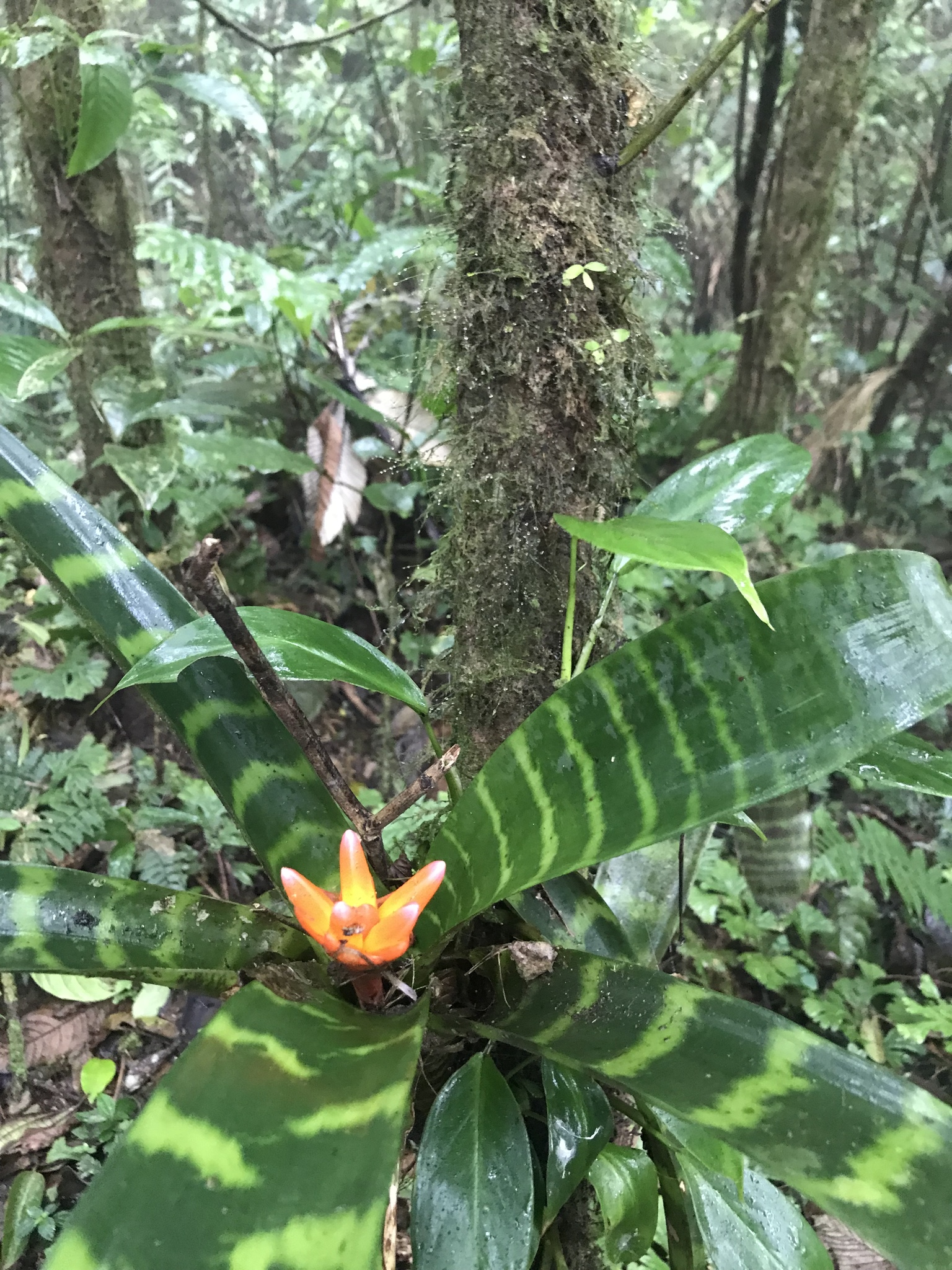
Hojas en detalle.
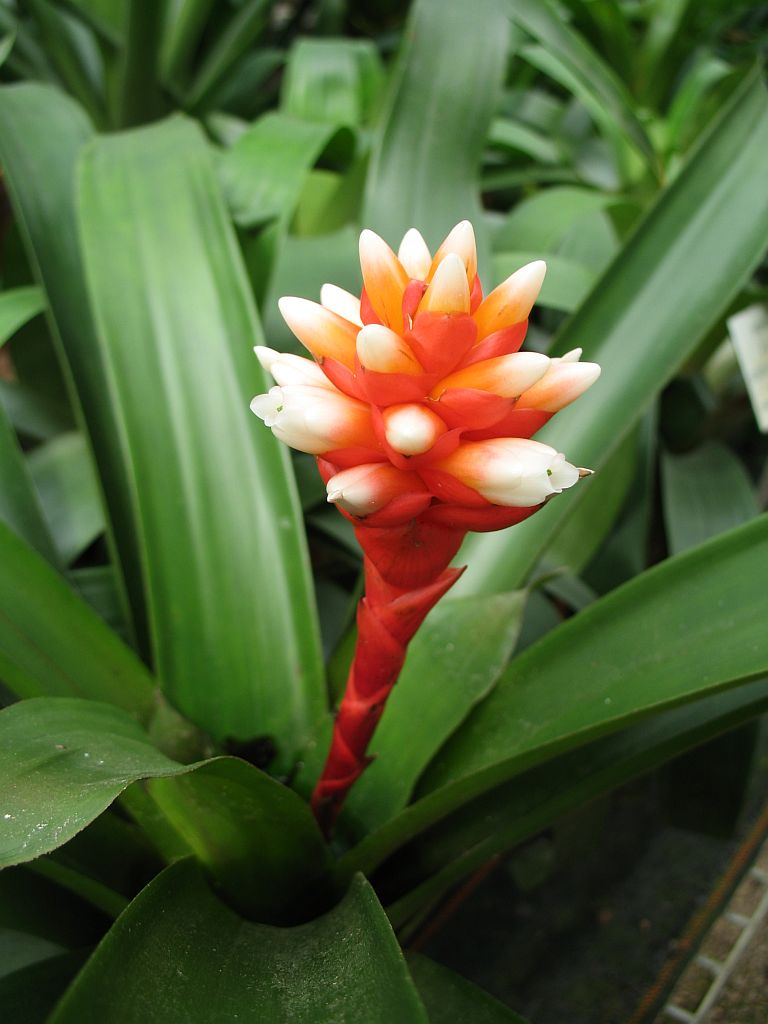
Inflorescencia en detalle.
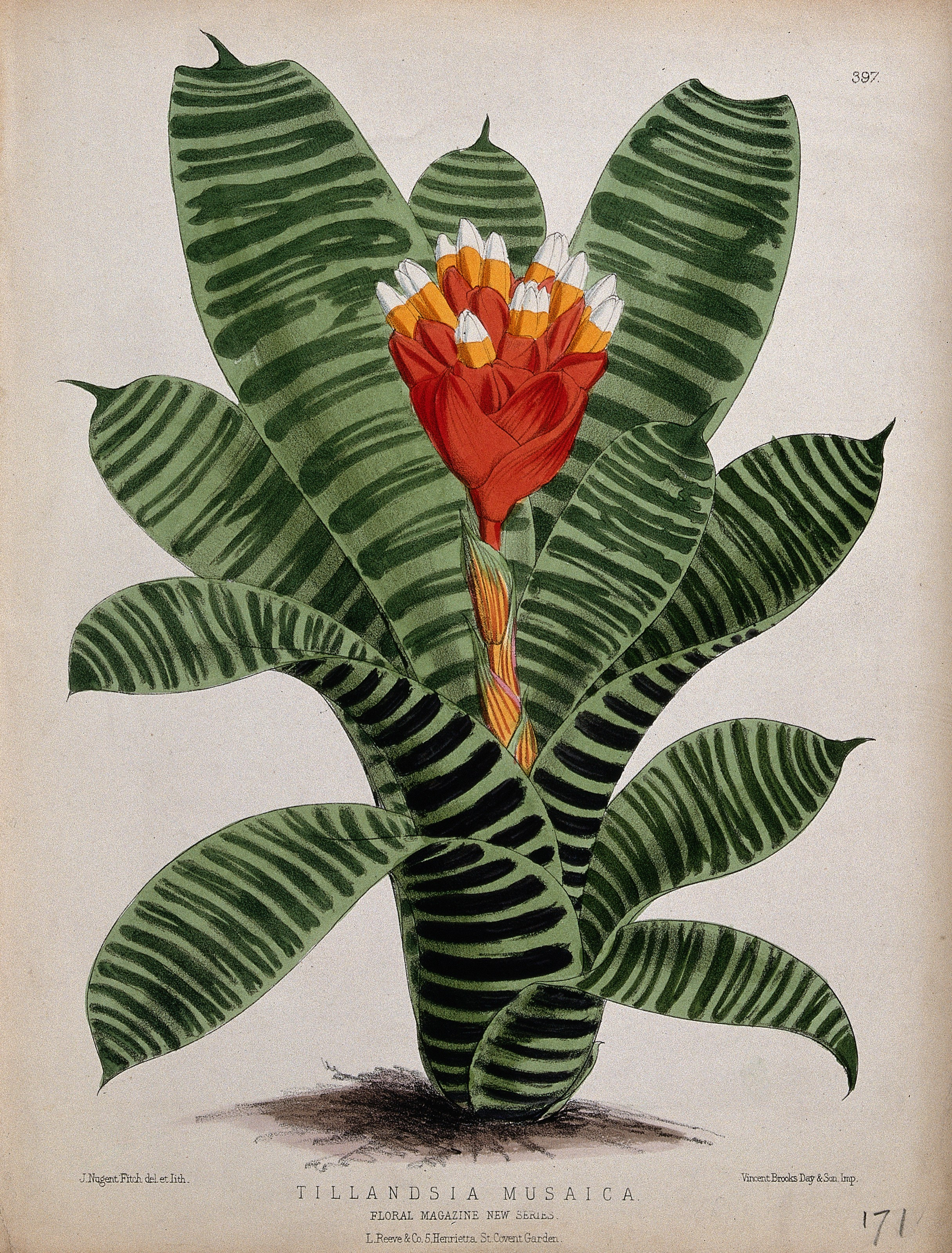
Ilustración botánica de 1880 por John Nugent Fitch.